# Caifang (sockenhuvudort i Kina, Jiangxi Sheng, lat 25,30, long 115,45)
Caifang är en sockenhuvudort i Kina. Den ligger i provinsen Jiangxi, i den sydöstra delen av landet, omkring 380 kilometer söder om provinshuvudstaden Nanchang. Antalet invånare är 4 474. Befolkningen består av 2 100 kvinnor och 2 374 män. Barn under 15 år utgör 24,0 %, vuxna 15-64 år 67 %, och äldre över 65 år 7,0 %.
Runt Caifang är det ganska tätbefolkat, med 129 invånare per kvadratkilometer. Närmaste större samhälle är Banshi, 9,1 km väster om Caifang. I omgivningarna runt Caifang växer i huvudsak blandskog.
Genomsnittlig årsnederbörd är 1 895 millimeter. Den regnigaste månaden är maj, med i genomsnitt 339 mm nederbörd, och den torraste är oktober, med 17 mm nederbörd.